# Dendrosoter enervatus
Dendrosoter enervatus är en stekelart som beskrevs av Marsh 1965. Dendrosoter enervatus ingår i släktet Dendrosoter och familjen bracksteklar. Inga underarter finns listade i Catalogue of Life.